# 73–99 Commercial Street

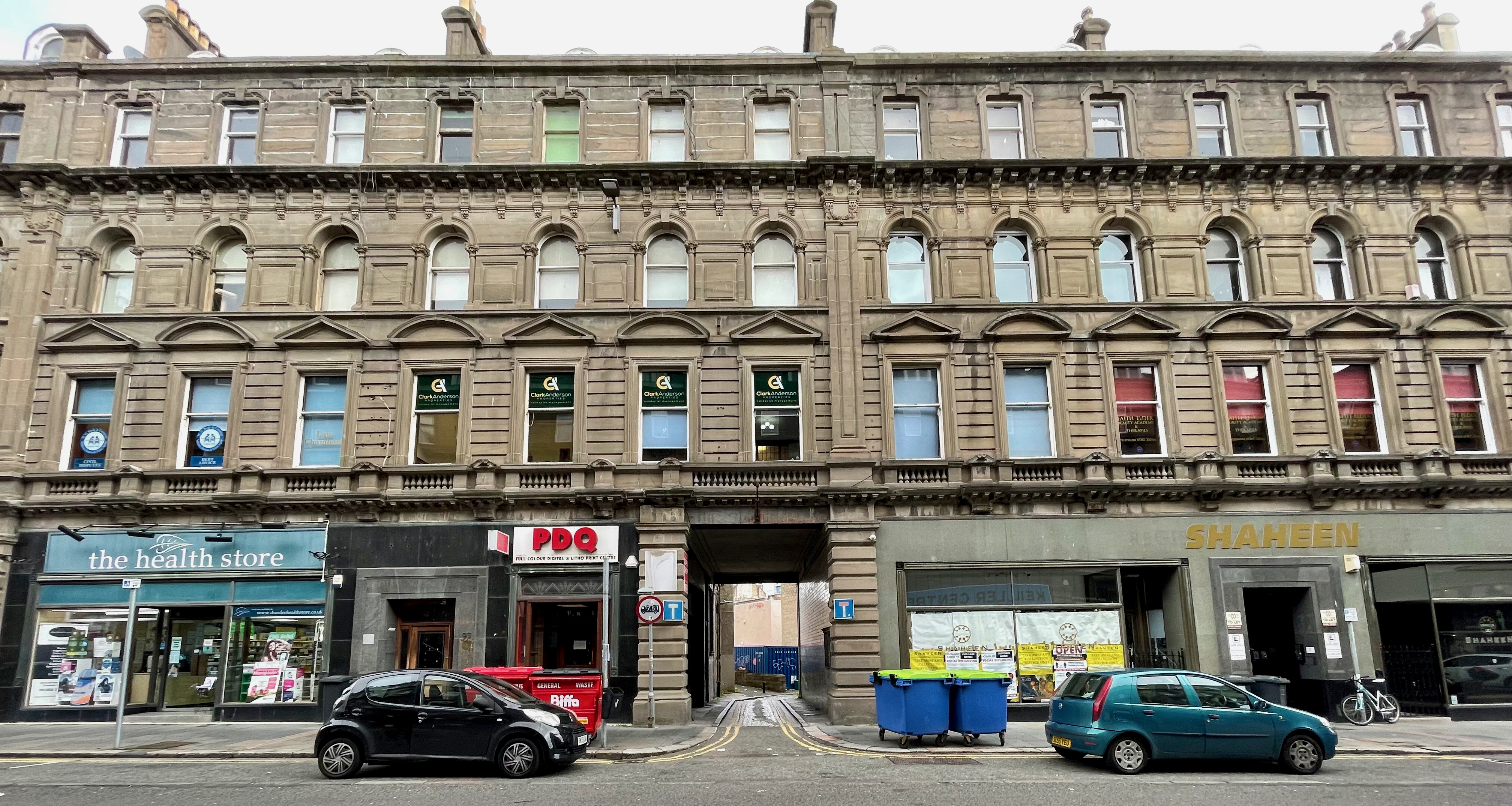
73–99 Commercial Street (2021)

Unter der Adresse 73–99 Commercial Street in der schottischen Stadt Dundee in der gleichnamigen Council Area befindet sich eine Geschäftsgebäudezeile. 1965 wurde das Bauwerk in die schottischen Denkmallisten in der höchsten Denkmalkategorie A aufgenommen.

## Beschreibung
Die Gebäudezeile wurde im Zuge der Stadtmodernisierung im Jahre 1871 beschlossen. Für den Entwurf zeichnet der Stadtarchitekt William Mackison verantwortlich. Der Bau wurde jedoch erst zwischen 1876 und 1892 durch verschiedene Architekten ausgeführt, darunter David Rhind, wobei in Details von Mackisons Entwurf abgewichen wurde.
Die vierstöckige Gebäudezeile steht an der Ostseite der Commercial Street gegenüber der Geschäftshäuser 68–110 Commercial Street im Zentrum Dundees. Die Zeile nimmt die gesamte Länge zwischen der Murraygate und dem Albert Square mit den McManus Galleries ein. Am Südende schließt sich das Ensemble 51–65 Commercial Street an.
Das Mauerwerk besteht aus Sandstein. Die westexponierte Hauptfassade ist 31 Achsen weit, die im Schema 4–7–7–7–5–1 angeordnet sind. Ebenerdig sind Ladengeschäfte mit Schaufenstern eingerichtet. Im ersten Obergeschoss ist das Mauerwerk rustiziert. Dort bekrönen abwechselnd Dreiecksgiebel und Segmentbogengiebel die Fenster. Die Fenster des zweiten Obergeschosses schließen mit Rundbögen mit Schlusssteinen, die auf Säulen mit kompositen Kapitellen ruhen. Auf den mittleren Achsen der sieben Achsen weiten Fassaden ruhen Balkone auf ornamentierten Konsolen. Oberhalb gliedert ein Gurtgesims die Fassade horizontal. Die abschließenden Dächer sind mit Schiefer eingedeckt.